# Kataplazma
Kataplázma (starogrško κατάπλασμα, katáplasma, iz gl. καταπλάσσω, kataplássō »mažem«) je medicinski izraz za namaz, s katerim se zunanje zdravijo različna obolenja, vnetja, srbečice ali bolečina. V tradicionalni medicini je bilo tovrstno zdravljenje zelo pogosto, predvsem pri domorodnih ljudstvih Severne Amerike. Običajno se pripravlja iz enega ali več zdravilnih zelišč, ki se jih stre in nato nanese na oboleli del telesa neposredno, lahko pa tudi preko obveze.